# Chèvre de Damas
La chèvre de Damas, appelée aussi chèvre d'Alep, ou Chami, est une race de chèvre domestique élevée en Syrie, à Chypre et au Liban. C'est une chèvre productrice laitière.
Cette race est intéressante par ses qualités génétiques,,. Elle est à l'origine de races méditerranéennes, comme la rouge méditerranéenne en Sicile.
Une chèvre de Damas, dénommée Qahr, a gagné le premier prix de « la plus belle chèvre » au concours de Mazayen al-Maaz de Riyad le 13 juin 2008.